# Воренова комисија
Председникова комисија о Атентату на председника Кенедија, позната незванично као Воренова комисија, је била комисија коју је 29. новембра 1963. успоставио Линдон Џонсон како би расветлила атентат на председника Сједињених Држава Џона Кенедија, који се догодио 22. новембра 1963. Са пуним извештајем на 888 страница, председник Џонсон је упознат 24. септембра 1964, а јавност три дана касније. Закључак комисије је био да је Ли Харви Освалд деловао сам приликом извршавања атентата на Кенедија и рањавања гувернера Џона Коналија, и да је Џек Руби деловао сам приликом убиства Освалда. Налази комисије су се показали контроверзним и касније студије су их и оповргавале и подржавале.
Комисија је своје незванично име - „Воренова комисија“ - добила по свом председавајућем, председнику Врховног суда Ерлу Ворену. Судећи по објављеним транскриптима телефонских разговора председника Џонсона, неки битни званичници су се противили формирању такве комисије а неколико чланова Комисије је узело учешће у њеном раду уз огромно негодовање. Једна од њихових главних резерви је била та да ће Комисија на крају створити више контроверзи него консензуса, и ти страхови су се показали оправданим.

## Метод
Комисија се састајала углавном иза затворених врата, али се није радило о тајним састанцима.
„Потребно је разјаснити две заблуде у вези са саслушањима Воренове комисије… саслушања су била затворена за јавност осим ако су сведоци који су долазили пред комисију захтевали отворено саслушање. Нико осим једног сведока… није захтевао отворено саслушање… Друго, иако су саслушања (изузев једног) одржавана иза затворених врата, она нису била тајна. На тајном саслушању, сведоку се налаже да не сме да ода садржај свог сведочења било којој трећој страни, и сведочење није доступно јавности. Сведоци који су се појављивали пред Комисијом су били слободни да понове шта су рекли коме год су хтели, и сва њихова сведочења су касније објављена у првих петнаест томова које је саставила Воренова комисија.“